# Norway (condado de Oxford)
Norway es un lugar designado por el censo ubicado en el condado de Oxford en el estado estadounidense de Maine. En el Censo de 2010 tenía una población de 2.748 habitantes y una densidad poblacional de 202,91 personas por km².

## Geografía
Norway se encuentra ubicado en las coordenadas 44°13′51″N 70°33′48″O / 44.23083, -70.56333. Según la Oficina del Censo de los Estados Unidos, Norway tiene una superficie total de 13.54 km², de la cual 13.07 km² corresponden a tierra firme y (3.5%) 0.47 km² es agua.

## Demografía
Según el censo de 2010, había 2.748 personas residiendo en Norway. La densidad de población era de 202,91 hab./km². De los 2.748 habitantes, Norway estaba compuesto por el 94.98% blancos, el 0.55% eran afroamericanos, el 0.58% eran amerindios, el 0.84% eran asiáticos, el 0.07% eran isleños del Pacífico, el 0.07% eran de otras razas y el 2.91% pertenecían a dos o más razas. Del total de la población el 1.16% eran hispanos o latinos de cualquier raza.